# Zagăr
Zagăr (Hongaars: Zágor) is een comună in het district Mureș, Transsylvanië, Roemenië. Het is opgebouwd uit twee dorpen, namelijk:
- Seleuş
- Zagăr

## Demografie
In 2002 telde de comună zo'n 1.208 inwoners, in 2007 waren dat er al 1.235. Dat is een stijging met 27 inwoners (+2,2%) in vijf jaar tijd.
Van de 1.208 inwoners in 2002 waren er volgens de volkstelling zo'n 725 (60%) Roemenen, 423 (35%) Roma, 36 (3%) Hongaren en 24 (2%) Duitsers.